# David du Plessis
David Johannes du Plessis, né le 7 février 1905 et mort le 2 février 1987, était un pasteur pentecôtiste américain d'origine sud-africaine. Il a été membre fondateur et secrétaire général de la Communauté pentecôtiste mondiale.

## Biographie
David Johannes du Plessis est né le 7 février 1905 à Twenty-four Rivers, près du Cap en Afrique du Sud . En 1916, il vit une nouvelle naissance. Il a étudié à l’école Grey College à Bloemfontein .

### Ministère
En 1928, il devient pasteur de l’Apostolic Faith Mission of South Africa.  De 1936 à 1947, il est secrétaire général de l’Apostolic Faith Mission of South Africa. En 1947, il fonde la Communauté pentecôtiste mondiale, lors d’une conférence de dirigeants pentecôtistes à Zurich, avec le pasteur Leonard Steiner.  En 1948, il déménage avec sa famille aux États-Unis et rejoint l’Église des Assemblées de Dieu.

## Œcuménisme
David du Plessis a participé à un dialogue entre les dénominations pentecôtistes et le Conseil œcuménique des Églises . Cela lui a valu des inimitiés dans les milieux pentecôtistes ; il est même expulsé des Assemblées de Dieu de 1962 à 1980.
Il a été observateur au concile qui s’est tenu de 1962 à 1965. Cela a conduit à un début de dialogue officiel avec les pentecôtistes en 1972. David du Plessis dirige la délégation pentecôtiste durant les deux premières sessions (1972-1977 et 1977-1982) et reste actif jusqu'à sa mort lors de la troisième session de rencontre (1985-1989). Cependant, cette position conciliante est mal acceptée, notamment par certains pentecôtistes, pour qui les membres de l'Église catholique ne peuvent pas recevoir le baptême du Saint-Esprit. Cette position est publiquement désavouée par David du Plessis.
Il a été le secrétaire général de l’organisation de 1947 à 1953.